# Межев
Меже́в (фр. Megève) — муніципалітет у Франції, у регіоні Овернь-Рона-Альпи, департамент Верхня Савоя. Населення — 2961 особа (01.01.2021).
Муніципалітет розташований на відстані близько 470 км на південний схід від Парижа, 140 км на схід від Ліона, 39 км на схід від Ансі.

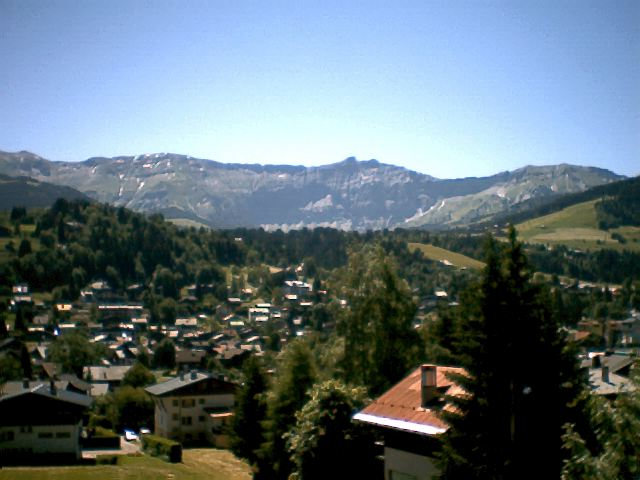

## Історія
До 2015 року муніципалітет перебував у складі регіону Рона-Альпи. Від 1 січня 2016 року належить до нового об'єднаного регіону Овернь-Рона-Альпи.

## Демографія
Динаміка населення (INSEE ):
Розподіл населення за віком та статтю (2006):
| Стать | Всього | До 15 років | 15-24 | 25-44 | 45-64 | 65-85 | Понад 85 |
| --- | ------ | ----------- | ----- | ----- | ----- | ----- | -------- |
| Чоловіки | 1863   | 335         | 188   | 495   | 503   | 318   | 24       |
| Жінки | 2097   | 273         | 192   | 524   | 613   | 413   | 82       |
| \| Статево-вікова піраміда \| Статево-вікова піраміда \| Статево-вікова піраміда \| \| ----------------------- \| ----------------------- \| ----------------------- \| \| Чоловіки \| Вік \| Жінки \| \| 24 \| 85 + \| 82 \| \| 45 \| 80-84 \| 106 \| \| 61 \| 75-79 \| 82 \| \| 106 \| 70-74 \| 106 \| \| 106 \| 65-69 \| 119 \| \| 131 \| 60-64 \| 147 \| \| 106 \| 55-59 \| 176 \| \| 143 \| 50-54 \| 151 \| \| 123 \| 45-49 \| 139 \| \| 176 \| 40-44 \| 172 \| \| 143 \| 35-39 \| 172 \| \| 94 \| 30-34 \| 106 \| \| 82 \| 25-29 \| 74 \| \| 49 \| 20-24 \| 57 \| \| 139 \| 15-20 \| 135 \| \| 167 \| 10-14 \| 98 \| \| 94 \| 5-9 \| 61 \| \| 74 \| 0-4 \| 114 \| |        |             |       |       |       |       |          |
| Статево-вікова піраміда |        |             |       |       |       |       |          |
| Чоловіки | Вік    | Жінки       |       |       |       |       |          |
| 24 | 85 +   | 82          |       |       |       |       |          |
| 45 | 80-84  | 106         |       |       |       |       |          |
| 61 | 75-79  | 82          |       |       |       |       |          |
| 106 | 70-74  | 106         |       |       |       |       |          |
| 106 | 65-69  | 119         |       |       |       |       |          |
| 131 | 60-64  | 147         |       |       |       |       |          |
| 106 | 55-59  | 176         |       |       |       |       |          |
| 143 | 50-54  | 151         |       |       |       |       |          |
| 123 | 45-49  | 139         |       |       |       |       |          |
| 176 | 40-44  | 172         |       |       |       |       |          |
| 143 | 35-39  | 172         |       |       |       |       |          |
| 94 | 30-34  | 106         |       |       |       |       |          |
| 82 | 25-29  | 74          |       |       |       |       |          |
| 49 | 20-24  | 57          |       |       |       |       |          |
| 139 | 15-20  | 135         |       |       |       |       |          |
| 167 | 10-14  | 98          |       |       |       |       |          |
| 94 | 5-9    | 61          |       |       |       |       |          |
| 74 | 0-4    | 114         |       |       |       |       |          |

## Економіка
2010 року серед 2255 осіб працездатного віку (15—64 років) 1798 були активними, 457 — неактивними (показник активності 79,7%, у 1999 році було 74,6%). З 1798 активних мешканців працювало 1750 осіб (902 чоловіки та 848 жінок), безробітними було 48 (21 чоловік та 27 жінок). Серед 457 неактивних 166 осіб було учнями чи студентами, 169 — пенсіонерами, 122 були неактивними з інших причин.

У 2010 році в муніципалітеті числилось 1770 оподаткованих домогосподарств, у яких проживали 3665,0 особи, медіана доходів виносила 20 689,5 євро на одного особоспоживача

## Курорт
У 1920 роках Межев був обраний для створення тут курорту, подібного до швейцарського Санкт-Моріца. Фінансувала будівництво сім'я Ротшильдів. У 2000х курорт за дороговизною навіть обійшов інший не менш відомий сусідній курорт Куршевель. Один квадратний метр житла тут коштує близько 7000 євро.